# Indústria del kiwi a Nova Zelanda

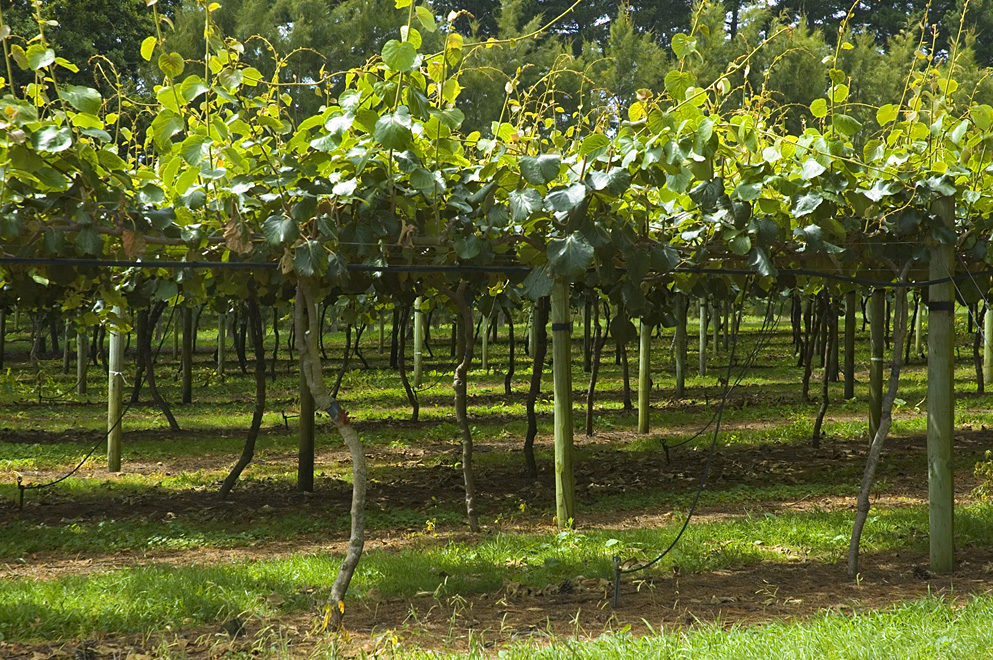
Una cultivar de kiwis a l'illa nord de Nova Zelanda

La indústria del Kiwi a Nova Zelanda representa una de les principals fonts d'ingressos d'exportació hortícola per a l'economia de Nova Zelanda. Els neozelandesos van desenvolupar el primer kiwi comercialment viable (cultivar) i han desenvolupat els mercats d'exportació, creant la demanda d'aquesta fruita.
Segons les estadístiques agràries de la FAO 2024, aproximadament el 85% del cultiu mundial de kiwi es va produir a la Xina (2.380.304 Tm), per davant de Nova Zelanda (603,522), Itàlia (523,120) i Grècia (320,270), en aquest ordre.
El 2019, la Xina havia representat la meitat de la producció mundial, (50,5%), seguit de Nova Zelanda (12,8%) de quota de mercat, Itàlia (12,1%) i l'Iran (7,9%). Nova Zelanda i Xile han augmentat el creixement en períodes similars a la de cada de 80-90 del segle xx.
Pel que fa a les exportacions, els principals països exportadors el 2020 de kiwi fresc són Nova Zelanda (54%), Itàlia (16,4%), Bèlgica (6,9%), Grècia (6,1%) i Xile (5,7%).
Les autoritats neozelandeses consideren que encara hi ha marge de creixement per satisfer la demanda mundial d'aquesta fruita, amb una estimació de conreu de 750 ha/any i un potencial de creixement anual de mínim 350 ha/any. Es parteix d'un sistema centralitzat i regulat de la marca Zespri adreçat a l'exportació, i les principals regions productives en cultiu per hectàrea són: Badia de Plenty: 10,736, Waikato: 551, Auckland: 494: Northland: 476, South Island: 438, Poverty Bay: 353, Hawke’s Bay: 212 i Lower North Island: 73.

## Història

### Origen de la fruita
La primera descripció registrada del kiwi data de la Xina del segle XII durant la dinastia Song.

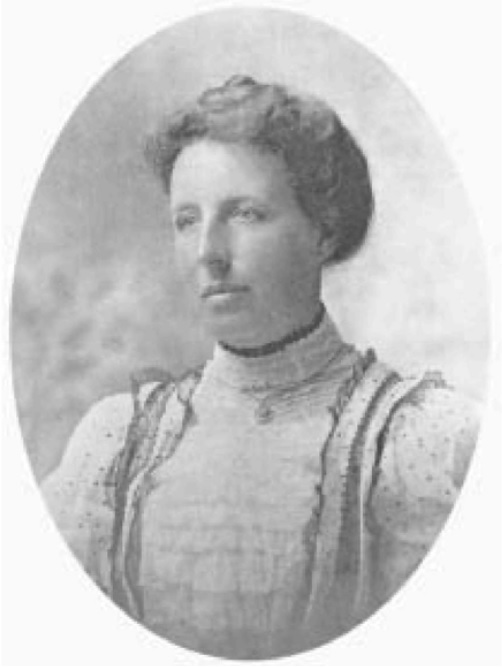
Retrat de Mary Isabel Fraser (1863-1942) el 1910.

El 1847, un agent de la Royal Horticultural Society de Londres va recollir exemplars d'aquesta planta originària de la Xina. Fins llavors el seu país d'origen no n'havia fet gaire cas per la seva viabilitat industrial. El cultiu del kiwi es difon a través de la Xina a principis del segle xx, quan les llavors van ser introduïdes a través de Nova Zelanda per Mary Isabel Fraser, directora del Whanganui Girls' College, la qual havia estat fent visites a escoles missioneres a Yichang, Xina. Les llavors van ser plantades l'any 1905 a un viver de Whanganui, per Alexander Allison, i les plantes van fructificar per primera vegada el 1910. L'horticultor neozelandès Hayward Wright va desenvolupar el conegut kiwi verd a Avondale, Nova Zelanda, al voltant de 1924. Aquest tipus de kiwi verd més tard va ser rebatejat. "Hayward" com a homenatge al seu creador.

### Inicis industrials
La primera plantació comercial de grossulariàcies xineses es va produir l'any 1937 per verger Jim MacLoughlin, el qual va trobar que les vinyes tenien un manteniment baix i que donaven bons fruits. El 1940, MacLoughlin va comprar més propietats per a la producció de grossulariàcies xineses (antic nom del Kiwi). El camió de MacLoughlin va ser requisat per a l'ús de l'exèrcit durant l'esclat de la guerra i, com a resultat, es va veure obligat a vendre la seva propietat i signar un acord de cultiu compartit amb un altre granger. El 1955, MacLoughlin va tornar a comprar la seva terra ampliant el terreny productiu per una plantació global de grossulariàcies. Durant la guerra es van comercialitzar al voltant de 550 caixes de fruita cada temporada i la fruita va resultar popular entre els militars nord-americans a Nova Zelanda. Això va donar l'oportunitat a la indústria de la fruita que abans es consumia en l'àmbit nacional d'expandir-se i exportar-ne la producció als mercats internacionals. La recerca sobre el transport de la fruita realitzada per John Pilkington Hudson al departament d'agricultura de Wellington, va afavorir la primera exportació internacional del kiwi, consolidant-se cap a la dècada de 1960 a Califòrnia.

### Revisió del nom

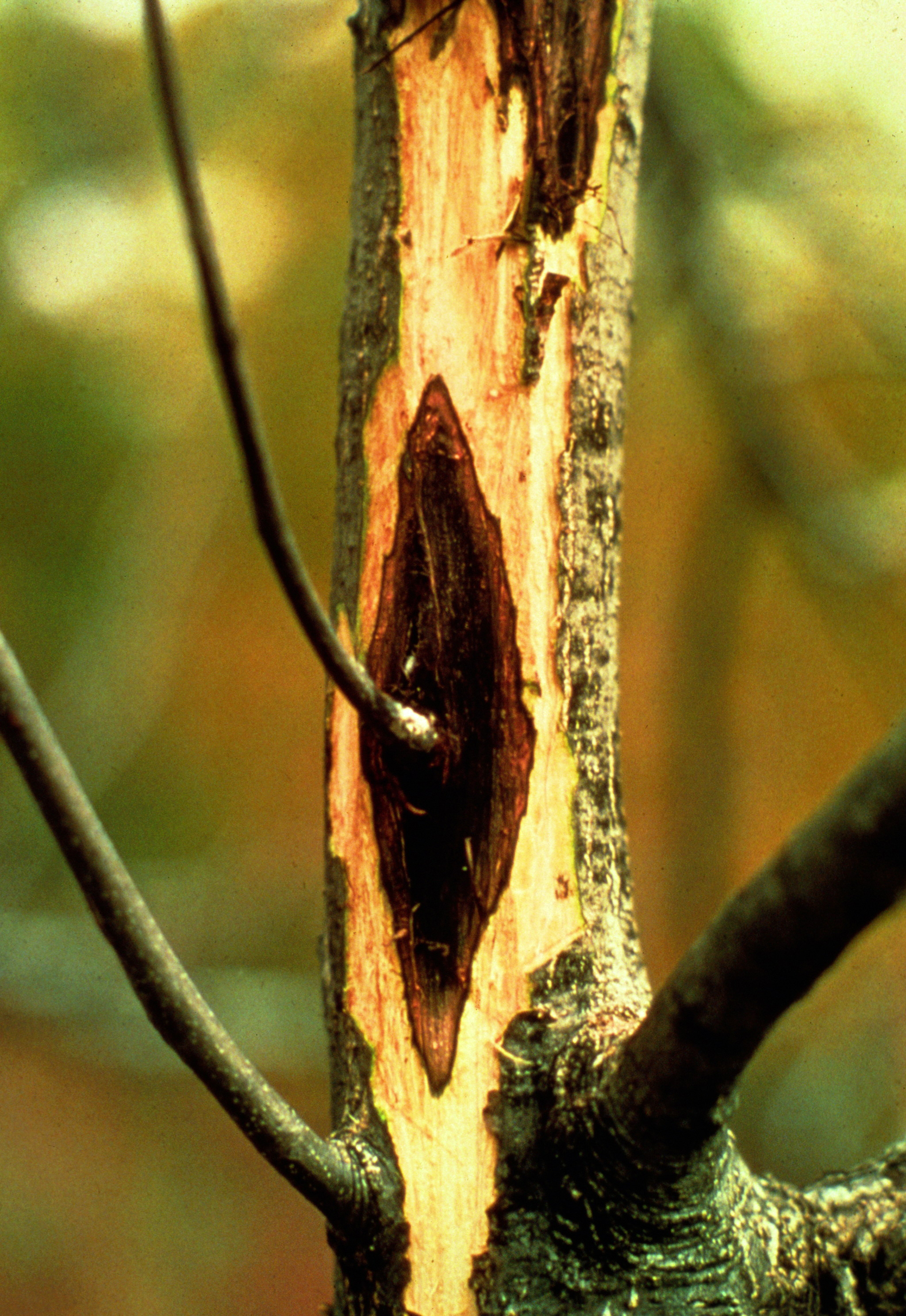
Efectes del fong Ophiognomonia clavigignenti-juglandacearum que produeix l'antracnosi

A mesura que la popularitat del kiwi va augmentar, els neozelandesos van descartar el nom xinès originari d'aquesta fruita (yáng táo) per anomenar-la favor del nom de grosella xinesa.] Entre els exportadors hi havia la destacada empresa de productes Turners and Growers, que anomenava les baies melonettes, a causa que el nom local de la fruita, grosella xinesa, tenia connotacions polítiques a causa de la Guerra Freda, i per distingir-la encara més de les groselles europees, afectades sovint pel fong anomenat antracnosi. Un importador nord-americà, Norman Sondag de San Francisco, es va queixar que les melonettes eren tan dolentes com la grosella xinesa perquè els melons i les baies estaven subjectes a aranzels d'importació elevats, per la qual cosa va demanar un nom maori curt que identifiqués ràpidament amb Nova Zelanda. El juny de 1959, durant una reunió de la direcció de Turners and Growers a Auckland, Jack Turner va suggerir el nom de kiwi pel seu aspecte marró pelut similar a l'ocell kiwi d'ocells no voladors i endèmic del país. El nom seria adoptat i més tard, esdevenint el nom de tota la indústria. A les dècades de 1960 i 1970, Frieda Caplan, fundadora de Frieda's Inc., amb seu a Los Alamitos, va tenir un paper clau en la popularització del kiwi als Estats Units, en convèncer els gestors de productes dels supermercats perquè importessin aquesta fruita d'aspecte estrany.

### Creixement i consolidació del mercat
El creixement del mercat d'exportació durant aquest temps va estar conduït per productors individuals, cooperatives, exportadors i distribuïdors. Un intent de desenvolupar un esforç de màrqueting conjunt va suposar l'establiment del Kiwifruit Export Promotion Committee el 1970, seguit de Kiwifruit Marketing Licensing Authority el 1977.Aquesta darrera tenia els drets per establir estàndards de mercat com ara la mida, la qualitat i l'envasament de la fruita adreçada als mercats d'exportació, l'Autoritat també va actuar com a assessora del govern. Això va donar als productors un cert control sobre la concessió de llicències als exportadors.
El volum total d'exportacions del kiwi va augmentar ràpidament des de finals de la dècada de 1960 fins a principis de la dècada de 1970, tant en volum com en el nombre d'empreses exportadores implicades. El 1974, el kiwi es va afegir a la cistella de l'índex de preus al consum (IPC). El 1976, el volum total de fruita produïda per Nova Zelanda havia superat el volum consumit a escala nacional.

### Pèrdua de competitivitat

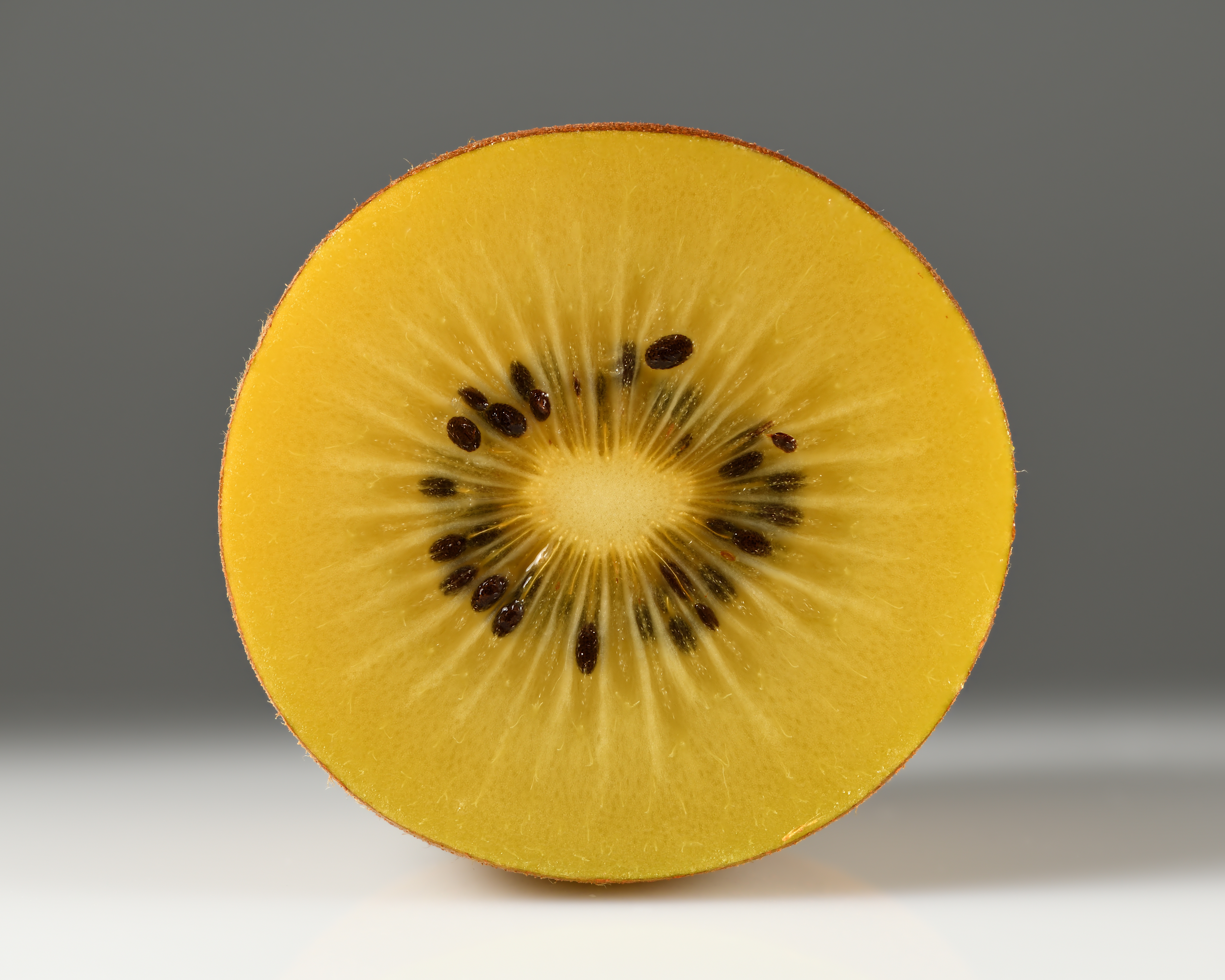
Secció de varietat de Kiwi Gold

A la dècada de 1980 altres països van començar a exportar kiwis i Nova Zelanda va perdre el seu avantatge competitiu que tenia com a promotor d'aquesta fruita mundialment. Els set exportadors amb llicència a Nova Zelanda estaven en una competència ferotge, fent baixar els preus. Això va reduir la rendibilitat dels productors i va provocar fluctuacions tant en l'oferta com en la demanda.
Cap a 1990, l'acord d'exportació es va reorganitzar com a resposta a la pressió de l'augment de l'oferta estrangera als mercats d'exportació. Per recuperar la rendibilitat i l'estabilitat, el govern de Nova Zelanda i els productors es van establir un acord d'exportació amb una marca única. Això va atorgar el monopoli de la comercialització del kiwi a Zespri i va obligar a tots els proveïdors a vendre els seus productes a través d'aquest distribuïdor únic per a totes les exportacions fora d'Australàsia.
La recerca per millorar la cultivar de kiwi verd i desenvolupar el Zespri Gold va ser realitzada pel Plant & Food Research Institute (abans HortResearch) durant les dècades de 1970-1999.
El 1990, el New Zealand Kiwi Marketing Board va obrir una oficina per a Europa a Anvers, Bèlgica, que es va convertir en la seu central per a la comercialització europea del kiwi Zespri gold el 2010. El nom general, "Zespri", s'ha utilitzat per a la comercialització de tots els conreus de kiwi verd i daurat de Nova Zelanda des de 2012.

### Indústria al segle XXI

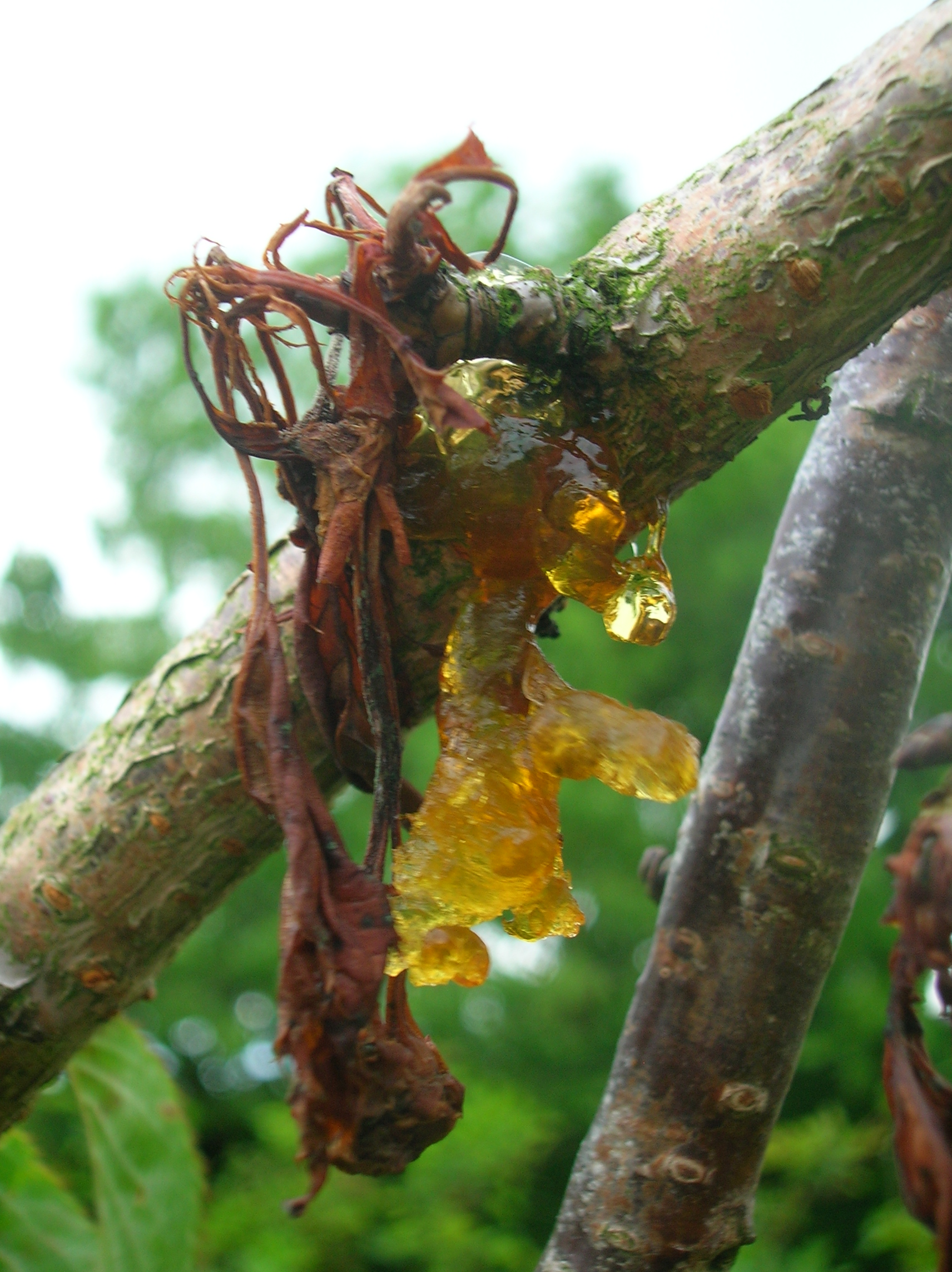
Fulles mortes i gomosi a causa del fong bacterià (Pseudomonas syringae) a la cirera (Prunmus avium), Chapeltoun, North Ayrshire, Escòcia.

Al llarg del 2000, Nova Zelanda ha comercialitzat els seus kiwis sota l'etiqueta de marca Zespri. El moviment de marca també pretén distingir el kiwi de Nova Zelanda d'altres fruites i evitar que altres empreses es beneficiïn de les activitats de la Junta de Màrqueting del Kiwi de Nova Zelanda. Filial de Zespri. Actualment, Zespri International Ltd. és propietat de 2.700 productors locals a través de Zespri Group Ltd, que va començar a operar l'any 2000. Zespri té el paper de promoure i vendre el kiwi als mercats estrangers, així com establir regulacions sobre les quals es pot vendre el kiwi als mercats d'exportació.
Turners & Growers va començar a desafiar el monopoli d'exportació de Zespri de la indústria del kiwi de Nova Zelanda el 2009 per obtenir el dret d'exportar les seves pròpies varietats de kiwi sense utilitzar Zespri. No obstant això, l'octubre de 2011 el cas es va retirar com a resposta a les pressions d'una nova malaltia bacteriana que va causar pèrdues devastadores en kiwis. En efecte, el novembre de 2010, es van diagnosticar els efectes del bacteri Pseudomonas syringae pv. actinidiae (PSA), una variant del bacteri Pseudomonas syringae, presents en un hort de kiwis Bay of Plenty a l'illa del Nord. Les disposicions de la Llei de bioseguretat de 1993 de Nova Zelanda es van utilitzar per limitar la seva propagació. Aquestes mesures es van continuar l'any 2011, però no van tenir èxit, ja que la majoria dels horts de la badia de Plenty presentaven algun nivell d'infecció el novembre de 2011. Alguns dels atacs a la badia de Plenty van ser per la soca virulenta PSA-V. Actualment la malaltia es considera mundialment estesa, amb atacs greus a Itàlia i França entre d'altres.
El 2017, els productors de Nova Zelanda van adquirir terres addicionals per cultivar kiwi d'or Zespri amb uns costos creixents d'una llicència Zespri per satisfer la demanda mundial de la varietat gold.
A mitjan febrer del 2020, el govern de Nova Zelanda va acordar pagar 40 milions de dòlars neozelandesos a 212 horts de kiwis i a l'operador de postcollita de Te Puke Seeka per resoldre una demanda col·lectiva al·legant que el govern era responsable de les pèrdues causades per la incursió de pseudomones', que va malmetre la regió de Bay of Plenty l'any 2010. Els horticultors de kiwi havien impugnat inicialment una decisió del Tribunal d'Apel·lació per la qual el Govern no podia ser considerat responsable dels danys causats pel patogen malgrat que el Ministeri d'Indústries Primàries va permetre que els bacteris entressin al país a través de la importació de pol·len de kiwi de la Xina. Com a resultat de l'acord, el recurs va ser retirat.

## Estadístiques

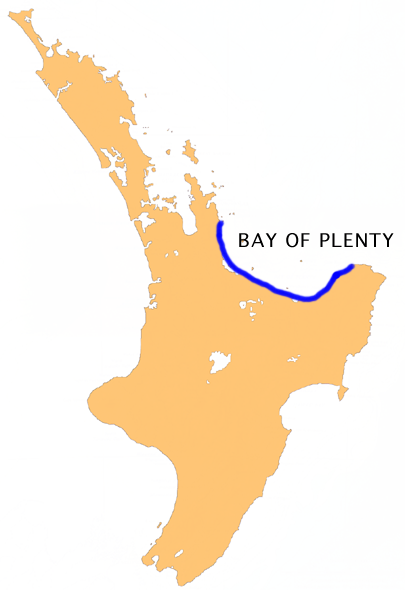
Localització de la Badia de Plenty, principal productor de Kiwi a Nova Zelanda

La indústria del kiwi és el sector més gran de la indústria hortícola de Nova Zelanda. Actualment, 2.843 productors de kiwi produeixen aproximadament 184 milions de safates per a l'exportació a partir de 13.610 hectàrees productives. El 2021/22, va valorar 2.911 milions de dòlars en vendes brutes.
La badia de Plenty és el principal focus del cultiu de kiwi, destacant les següents poblacions: Katikati, Puke, Tauranga, Opotiki i Whakatane, que produeixen més del 80% de la collita.
La varietat 'Hayward' (kiwi 'verd') de la indústria del kiwi de Nova Zelanda és la més tolerant al bacteri de la Pseudomonas i s'estan desenvolupant noves varietats per fer-hi front.
| Estació → Producció ↓         | 2018-2019 | 2019-2020 | 2020-2021 | 2021-2022 |
| ----------------------------- | --------- | --------- | --------- | --------- |
| Safates presentades (milions) | 157.7     | 150       | 161       | 184       |
| Safates venudes (milions)     | 148.8     | 145.2     | 158       | 175       |
| Rendiments (safates/ha)       | 12,373    | 11,650    | 11,804    | 13,007    |
| Plantacions (ha)              | 12,747    | 12,905    | 13,334    | 13.610    |
| Productors                    | 2,756     | 2,792     | 2,813     | 2,843     |
| Embaladors                    | 44        | 44        | 41        | 38        |
| Frigoconservadors             | 64        | 63        | 59        | 65        |

El kiwi continua sent la producció més gran d'exportació hortícola de Nova Zelanda per volum i valor. Les exportacions van superar els 2.900 milions de dòlars el 2022, la qual cosa representa un augment del valor del 15% des del 2020, mentre que els volums han augmentat un 20% durant aquest període. El 2022, hi va haver una disminució del 5% en el valor mitjà de 3.989 $/tona el 2020 a 3.810 $/tona el 2022.
Hi va haver un creixement a la majoria dels principals mercats. Del 2020 al 2022, l'exportació a la UE i la Xina van augmentar de valor un 26% i un 30% respectivament, amb el valor d'exportacions a la UE que va superar els 800 milions de dòlars. Les exportacions al Japó van disminuir un 16% fins als 563 milions de dòlars. Aquests tres mercats principals ocupen el 73% del volum d'exportació. Gairebé tots els deu primers països han mostrat un augment del valor de les exportacions del 2020 al 2022 i, en conjunt, contribueixen al 95% del valor total de les exportacions.
| Mercat        | 2020    | 2020    | 2021    | 2021    | 2022    | 2022    |
| Mercat        | Volum   | Valor   | Volum   | Valor   | Volum   | Valor   |
| ------------- | ------- | ------- | ------- | ------- | ------- | ------- |
| UE            | 225,33  | 637,190 | 268,854 | 791,462 | 272,873 | 801,424 |
| Xina          | 112,905 | 564,743 | 134,061 | 648,491 | 148,401 | 736,047 |
| Japó          | 125,521 | 670,496 | 121,01  | 559,030 | 133,654 | 562,883 |
| Corea del Sud | 38,664  | 126,798 | 46,092  | 188,822 | 48,847  | 208,205 |
| Estats Units  | 29,1    | 120,010 | 38,674  | 120,651 | 46,71   | 165,017 |
| Taiwan        | 33,289  | 146,859 | 31,495  | 129,747 | 32,422  | 141,406 |
| Austràlia     | 17,534  | 54,393  | 19,807  | 59,480  | 23,212  | 65,396  |
| Hong Kong     | 7,669   | 40,774  | 7,319   | 35,917  | 7,334   | 37,498  |
| Canadà        | 7,109   | 24,695  | 7,756   | 25,559  | 8,157   | 30,767  |
| Vietnam       | 4,848   | 22,848  | 5,334   | 23,582  | 5,597   | 26,017  |

## Planta invasiva
Les cultivars de kiwi s'han convertit en una espècie de planta invasora a la regió de Bay of Plenty a causa inicialment de l'abocament de fruites al costat de restes d'arbustos.El Departament de Conservació, encarregat de protegir el terreny públic, classifica l'Actinidia deliciosa com a males herbes ambientals.